# Werner Dittrich
Werner Dittrich (Reichenau in Sachsen, 9 giugno 1937) è un sollevatore tedesco medagliato mondiale ed europeo, che ha gareggiato nelle categorie dei pesi leggeri e pesi medi.

## Carriera
Nato in Polonia e trasferito a Zittau con la famiglia, militò nello SG Robur Zittau iniziando a farsi notare ai campionati tedeschi juniores del 1958 nella categoria dei pesi leggeri. A livello nazionale vinse undici volte il titolo di campione della DDR e conquistò inoltre per quattro volte il titolo nelle tre singole specialità dal 1969 al 1972.
Partecipò a quattro edizioni dei Giochi olimpici: a Roma nel 1960, a Tokyo nel 1964, a Città del Messico nel 1968 e a Monaco di Baviera nel 1972, ottenendo come risultati migliori il settimo posto nel 1960 e il sesto posto nel 1968. Ai campionati mondiali vinse due medaglie (d'argento e di bronzo) a Teheran nel 1965 e a Berlino Est nel 1966, mentre agli europei vinse tre medaglie di bronzo e una d'argento tra il 1964 e il 1968.